# 臺北市政府教育局
臺北市政府教育局（簡稱臺北市教育局）是臺北市政府所屬一級機關，於1945年成立。

## 歷史
1945年10月，臺北市政府成立，原臺北市役所學務課及社會教育課業務移交臺北市政府教育局。1961年10月，臺北市政府教育局下設國民教育課、中等教育課、社會教育課。1967年7月1日，臺北市政府教育局下設第一至第四科分別辦理高等及職業教育、中等教育、國民教育、社會教育業務，另設軍訓室、督學室、主計室、人事室。1971年11月25日，臺北市政府教育局增設研究發展考核室。
1980年4月29日，臺北市政府教育局增設第五科，辦理體育教育業務。1983年12月11日，臺北市政府教育局主計室改為會計室，另增設統計室。1989年10月24日，臺北市政府教育局增設第六科，辦理工程及財產業務。1993年8月11日，臺北市政府教育局人事查核人員改成立政風室。1998年2月26日，臺北市政府教育局下設第一至第八科，分別辦理高等及職業教育、中等教育、國小教育、幼稚教育、特殊教育、社會教育、體育及衛生教育、工程及財產業務；另增設秘書室、資訊室。
2001年，臺北市政府教育局成立附屬機構臺北市青少年育樂中心。2004年，臺北市政府教育局成立附屬機構臺北市家庭教育中心。2004年8月7日，臺北市政府教育局各業務科改以功能職掌命名，另成立所屬機關臺北市體育處。2012年8月1日，臺北市政府教育局下設九科七室，九科分別辦理高等教育、中等教育、國小教育、學前教育、特殊教育、終身教育、體育及衛生教育、工程及財產、資訊教育業務。2012年8月10日，臺北市體育處升格為臺北市政府體育局。2014年11月3日，臺北市青少年育樂中心改為臺北市政府教育局所屬機關臺北市青少年發展處。2022年10月1日，臺北市青少年發展處與臺北市家庭教育中心整併為臺北市青少年發展暨家庭教育中心。

## 組織架構

### 局本部
- 局長（1人，比照簡任第十三職等）
  - 副局長（2人，簡任第十一職等）
  - 主任秘書（1人，簡任第十職等）
  - 專門委員（4人，簡任第十職等）
    - 科長（9人，薦任第九職等）
    - 主任（2人，薦任第九職等）
    - 研究員（2人，薦任第八職等至第九職等）
    - 技正（1人，薦任第八職等至第九職等）
    - 秘書（3人，薦任第八職等至第九職等）
    - 督學（12人，薦任第八職等至第九職等）
    - 專員（9人，薦任第八職等至第九職等）
    - 股長（26人，薦任第八職等）
    - 分析師（2人，薦任第七職等）
    - 營養師（1人，師(三)級）
    - 管理師（1人，委任第五職等或薦任第六職等至第七職等）
    - 技士（7人，委任第五職等或薦任第六職等至第七職等）
    - 科員（71人，委任第五職等或薦任第六職等至第七職等）
      - 助理管理師（2人，委任第四職等至第五職等）
      - 技佐（6人，委任第四職等至第五職等）
      - 助理員（7人，委任第四職等至第五職等）
      - 辦事員（12人，委任第三職等至第五職等）
      - 書記（11人，委任第一職等至第三職等）

#### 學務校安室
- 主任（1人，薦任第九職等]）
  - 專員（1人，薦任第八職等至第九職等或上校、中校）
  - 股長（3人，薦任第八職等或中校）
  - 科員（2人，委任第五職等或薦任第六職等至第七職等或中尉、上尉或少校）

#### 會計室
- 主任（1人，薦任第九職等）
  - 視察（1人，薦任第八職等至第九職等）
  - 專員（1人，薦任第八職等至第九職等）
  - 股長（3人，薦任第八職等）
  - 帳務檢查員（1人，薦任第七職等至第八職等）
  - 科員（11人，委任第五職等或薦任第六職等至第七職等）
    - 佐理員（1人，委任第四職等至第五職等）
    - 辦事員（2人，委任第三職等至第五職等）

#### 統計室
- 主任（1人，薦任第九職等）
  - 科員（2人，委任第五職等或薦任第六職等至第七職等）
    - 書記（1人，委任第一職等至第三職等）

#### 人事室
- 主任（1人，薦任第九職等）
  - 視察（1人，薦任第八職等至第九職等）
  - 專員（1人，薦任第八職等至第九職等）
  - 股長（4人，薦任第八職等）
  - 科員（14人，委任第五職等或薦任第六職等至第七職等）
    - 助理員（3人，委任第四職等至第五職等）
    - 書記（1人，委任第一職等至第三職等）

#### 政風室
- 主任（1人，薦任第九職等）
  - 專員（1人，薦任第八職等至第九職等）
  - 股長（3人，薦任第八職等）
  - 科員（9人，委任第五職等或薦任第六職等至第七職等）
    - 助理員（2人，委任第四職等至第五職等）
    - 書記（1人，委任第一職等至第三職等）

### 內部單位
- 綜合企劃科：高等教育、國際教育、性別平等教育、青年教育與新聞聯繫、府會聯絡、研究發展及管制考核等綜合事項。
- 中等教育科：高級中等學校及國中教育等事項。
- 國小教育科：國小教育事項。
- 學前教育科：學前教育事項。
- 特殊教育科：特殊教育事項。
- 終身教育科：終身及補習教育等事項。
- 體育及衛生保健科：各級學校體育、衛生保健及環境教育等事項。
- 工程及財產科：市立學校、本局所屬社會教育機構等用地取得與財產管理及營繕工程等事項。
- 資訊教育科：應用資訊科技於教學與學習、行政資訊化及資訊教育等事項。
- 秘書室：文書、檔案、出納、事務、財產之管理與法制業務及不屬於其他各單位事項。
- 督學室：各級學校與本局所屬社會教育機構之指導考核、策進及參與
- 軍訓室：依法辦理高級中等以上學校軍訓工作、全民國防教育、校園安全及防災教育等事項。
- 會計室：依法辦理歲計、會計及帳務檢查等事項。
- 統計室：依法辦理統計事項。
- 人事室：依法辦理人事管理事項。
- 政風室：依法辦理政風事項。
- 學生輔導諮商中心：任務編組，辦理本市學生諮商、輔導服務工作事項。
- 數位學習教育中心：任務編組，協助辦理本市數位學習規劃等工作事項。

### 附屬機構
- 臺北市立圖書館
- 臺北市教師研習中心
- 臺北市立動物園
- 臺北市立天文科學教育館
- 臺北市立兒童新樂園
- 臺北市家庭教育中心

## 歷任局長
| 任別 | 姓名   | 就職時間                          | 卸任時間                       | 領域出身                                             |
| ---- | ------ | --------------------------------- | ------------------------------ | ---------------------------------------------------- |
| 1    | 劉先雲 | 年月日 (臺北市改制為院轄市後首任) | 年月日                         | 國立教育資料館館長、中華電視台總經理                 |
| 2    | 高銘輝 | 1969年月日 (民國40年、高齡80歲)   | 1976年月日                     | 國立政治大學教授                                     |
| 2    | 施金池 | 年月日                            | 1978-1979年月日                | 小學教師、高中校長、大學教授                         |
| 3    | 黃昆輝 | 1979年月日                        | 1981年12月7日                  | 國立臺灣師範大學教授                                 |
| 3    | 毛連塭 | 1981年12月7日                     | 1986年8月1日                   | 小學教師、大學教授、督學                             |
| 4    | 陳漢強 | 1986年8月1日                      | 1991年2月28日                  | 教育家                                               |
| 5    | 林昭賢 | 年月日                            | 年月日                         | 教育部常務次長                                       |
| 6    | 吳英璋 | 年月日                            | 年月日                         | 國立台灣大學教授                                     |
| 7    | 陳師孟 | 1994年12月15日                    | 1995年2月27日                  | 經濟學者                                             |
| 8    | 郭生玉 | 1995年2月27日                     | 1999年1月28日 (陳水扁卸任市長) | 教育家                                               |
| 9    | 李錫津 | 1999年1月28日 (馬英九遴選首任)    | 2002年12月25日                 | 公務人員（教育類）、國中教師、高中教師、教育學者     |
| 10   | 吳清基 | 2002年12月25日                    | 2008年5月14日                  | 高中教師、大學教師、教育學者                         |
| 11   | 吳清山 | 2008年5月14日                     | 2009年10月6日 (請辭獲准)       | 國中教師、大學教師、教育學者                         |
| 12   | 康宗虎 | 2009年10月6日                     | 2011年8月9日 (請辭獲准)        | 公務人員（教育類）、高中校長                         |
| 13   | 丁亞雯 | 2011年8月9日                      | 2013年10月1日 (請辭獲准)       | 高中校長                                             |
| 14   | 林奕華 | 2013年10月1日                     | 2014年12月25日                 | 大學教師、臺北市議員（父親為曾同任教育局長之林昭賢） |
| 15   | 湯志民 | 2014年12月25日                    | 2016年10月1日 (請辭獲准)       | 國立政治大學教授                                     |
| 16   | 曾燦金 | 2016年10月25日                    | 2022年12月25日                 | 公務人員（教育類）                                   |
| 17   | 湯志民 | 2022年12月25日                    | 現任                           | 國立政治大學教授                                     |

## 爭議事件
- 2016年10月，臺北市政府教育局遭報導指出在未經其轄下學校家長同意下為所有學生申辦個人Google帳號；此舉引發大眾對於資安議題之疑慮與討論。[3]

## 外部連結
- 臺北市政府教育局 （页面存档备份，存于）（中文）（英文）